# Rio Negrinho (Santa Catarina)
Pour les articles homonymes, voir Rio Negrinho (homonymie).
Rio Negrinho est le nom de deux cours d'eau brésiliens de l'État de Santa Catarina. Les deux sont tributaires du rio Negro, qui fait partie du bassin hydrographique du rio Paraná. Pour différencier les deux rivières avec le nom « Negrinho », la convention est d'utiliser, en suffixe, algarismes romains I et II. Les deux naissent sur le territoire de la municipalité de São Bento do Sul.
- Rio Negrinho I
- Rio Negrinho II